# Volo Khabarovsk United Air Group 3949
Il volo Khabarovsk United Air Group 3949 era un volo passeggeri interno russo da Južno-Sachalinsk a Chabarovsk precipitato il 7 dicembre 1995 ora locale (6 dicembre UTC), uccidendo tutte le novantotto persone a bordo (compresi sei bambini). L'incidente si verificò dopo che l'aereo era entrato in una ripida spirale discendente durante il volo automatizzato a un'altitudine di 10.600 metri (34.800 piedi).
L'operatore aereo, Chabarovskij OAO, è stato successivamente ribattezzato Dal'avia, per poi chiudere i battenti nel 2008.

## L'aereo e l'equipaggio
Il Tupolev Tu-154B-1, coinvolto nell'incidente, era stato prodotto il 30 luglio 1976 con il numero di serie 76A164. Prima dell'incidente accumulava 30.001 ore di volo e subì quattro riparazioni, l'ultima il 23 settembre 1991. Come altri aerei ex sovietici, le sue lettere di immatricolazione nel periodo sovietico erano SSSR (CCCP); successivamente le lettere furono cambiate in RA (PA).
Al momento dell'incidente l'equipaggio era composto dal capitano Viktor Sumarokov, dal primo ufficiale Stanislav Revidovich, dall'ufficiale navigatore Alexander Martynov, dall'ingegnere di volo Grigorij Moroz e da quattro assistenti di volo. Il peso al decollo era entro limiti accettabili, 82.600 kg, e il peso del carburante era di 15.100 kg.

## L'incidente
L'aereo stava viaggiando a 10.600 metri (34.800 piedi) (secondo il rapporto dell'indagine; in alternativa, a 9.600 metri (31.500 piedi)) prima di scomparire dal radar poco dopo aver effettuato un rapporto di routine all'ATC. L'ultimo contatto con l'ATC avvenne alle 3:00 ora locale (17:00 UTC). Otto minuti dopo l'aereo si schiantò contro il monte Bo-Džausa con una velocità verticale di circa 300 m/s e un angolo di beccheggio di circa 70 gradi. L'aereo si disintegrò in numerosi frammenti.
L'indagine elencò cinque possibili cause, la cui combinazione potrebbero aver portato all'incidente. Si ritiene che, per contrastare la tendenza dell'ala sinistra a far volare il Tupolev più in basso, i piloti avessero impostato l'alimentazione del carburante solo dai serbatoi dell'ala sinistra. Lo squilibrio del carburante probabilmente portò ad un'inclinazione a destra e l'autopilota fu in grado di contrastarlo per 35 minuti dopo il decollo.
Il luogo dell'incidente fu scoperto il 18 dicembre 1995 dall'equipaggio di un Mil Mi-8.